# Aganippe subtristis
Aganippe subtristis är en spindelart som beskrevs av O. Pickard-Cambridge 1877. Aganippe subtristis ingår i släktet Aganippe och familjen Idiopidae. Inga underarter finns listade i Catalogue of Life.